# Takashi Ishii (Regisseur)
Takashi Ishii (jap. 石井 隆, Ishii Takashi; * 11. Juli 1946 in Sendai; † 22. Mai 2022) war ein japanischer Regisseur, Drehbuchautor und Manga-Zeichner. Er begann seine Karriere bei Nikkatsu; seine Filme lassen sich am ehesten dem Genre des Neo-Noir zuordnen. Sein international bekanntester Film ist der 1995 erschienene Gonin mit dem japanischen Superstar Takeshi Kitano in einer Nebenrolle.

## Stil
Takashi Ishiis Filme spielen zumeist nachts, dies liegt einerseits an der so erhöhten Kontrollfähigkeit über die Beleuchtung des Films, andererseits können die Kosten der Filme geringer gehalten werden. So sind seine Filme stark stilisiert und aufwändig beleuchtet, auch Regen und Gewitterstürme sind ein häufiges und bewusst eingesetztes Motiv. Die Filme werden in der Regel von einem nihilistischen und fatalistischen Grundton beherrscht. Im Mittelpunkt der Handlung stehen zumeist anfangs schwache Frauenfiguren, die von einer stark sexualisierten Männerwelt unterdrückt werden, sich aber nach und nach aus ihrer schwachen Frauenrolle befreien und versuchen, sich gewalttätig gegen ihre Peiniger zu wehren. Auch die Femme fatale ist ein häufig anzutreffender Charakter bei Ishii. Eine Ausnahme stellt Gonin dar, der Yakuza-Film thematisiert Homosexualität und Abhängigkeit von Männern, eingebettet in eine groteske, nihilistische und trotzdem gelegentlich melancholisch-anrührende Geschichte. 
Ishii verwendet häufig dieselben Namen für Figuren, die oft nur wenig miteinander zu tun haben und von verschiedenen Schauspielern dargestellt werden. Bereits in der Comicvorlage zu den Tenshi no Harawata-Filmen trat zum ersten Mal eine Nami Tsuchiya auf; den Namen Nami findet man in vielen Filmen, bei denen Ishii Regie führte oder das Drehbuch schrieb (so etwa auch in Toshiharu Ikedas Film Evil Dead Trap (Shiryō no Wana), der auch außerhalb Japans Kultstatus genießt).

## Filmografie

### Regie und Drehbuch
- 1988: Tenshi no harawata: Akai memai (天使のはらわた 赤い眩暈)
- 1991: Gekka no ran (月下の蘭)
- 1992: Shinde mo ii (死んでもいい)
- 1993: Nūdo no yoru (ヌードの夜)
- 1994: Yoru ga mata kuru (夜がまた来る)
- 1994: Tenshi no harawata: Akai senkō (天使のはらわた 赤い閃光)
- 1995: Gonin
- 1996: Gonin 2
- 1997: Black Angel (黒の天使 Kuro no tenshi Vol. 1)
- 1999: Black Angel 2 (黒の天使 Kuro no tenshi Vol. 2)
- 2000: Freeze Me (フリーズ・ミー)
- 2001: Tokyo G.P.
- 2004: Flower and Snake (花と蛇, Hana to hebi)
- 2005: Hana to hebi 2: Pari / Shizuko (花と蛇2 パリ/静子)
- 2007: Hito ga hito o ai suru koto no dōshiyō mo nasa (人が人を愛することのどうしようもなさ)
- 2010: Nūdo no yoru / Ai wa oshiminaku ubau (ヌードの夜/愛は惜しみなく奪う)
- 2013: Amai muchi (甘い鞭)
- 2013: Figure na anata (フィギュアなあなた)
- 2015: Gonin Saga (GONIN サーガ)

### Drehbuch
- 1979: Tenshi no harawata: Akai kyōshitsu (天使のはらわた 赤い教室) Regie: Chūsei Sone
- 1979: Tenshi no harawata: Nami (天使のはらわた 名美) Regie: Noboru Tanaka
- 1981: Tenshi no harawata: Akai inga (天使のはらわた 赤い淫画) Regie: Toshiharu Ikeda
- 1982: Dankiroku: Shōjo mokuba-zeme (団鬼六 少女木馬責め) Regie: Fumihiko Katō
- 1984: Nawa shimai: Kimyō na kajitsu (縄姉妹 奇妙な果実) Regie: Jun Nakahara
- 1984: Rūju (ルージュ) Regie: Hiroyuki Nasu
- 1985: Rabu hoteru (ラブホテル) Regie: Shinji Sōmai
- 1985: Muhan (夢犯) Regie: Naosuke Kurosawa
- 1985: Mashō no kaori (魔性の香り) Regie: Toshiharu Ikeda
- 1986: Saya no iru tōshizu (沙耶のいる透視図) Regie: Seiji Izumi
- 1987: Akai nawa: Hateru made (赤い縄 〜果てるまで〜) Regie: Junichi Suzuki
- 1988: Evil Dead Trap (死霊の罠 Shiryō no wana) Regie: Toshiharu Ikeda
- 1991: Gaddemu!! (ガッデム!!) Regie: Futoshi Kamino
- 1993: Chigireta ai no satsujin (ちぎれた愛の殺人) Regie: Toshiharu Ikeda